# Coptops mourgliai
Coptops mourgliai là một loài bọ cánh cứng trong họ Cerambycidae.